# Erwin Lambert
Erwin Hermann Lambert (7 de diciembre de 1909 - 15 de octubre de 1976) fue un colaborador del Holocausto . Afiliado al Partido Nazi y miembro del Schutzstaffel con el rango de SS- Unterscharführer (cabo). Su profesión  era  maestro albañil. Supervisó la construcción de las cámaras de gas para el programa Action T4 en Hartheim, Sonnenstein, Bernburg y Hadamar, y luego en los campos de exterminio de Sobibór y Treblinka durante la Operación Reinhard. Se especializó en la construcción de las mayores cámaras de gas, dentro del programa de exterminio.

## Biografía
Lambert nació el 7 de diciembre de 1909 en Schildow, un pequeño pueblo de Mühlenbecker Land, en el distrito de Niederbarnim. A su padre lo mataron en la Primera Guerra Mundial. Su padrastro era dueño de una empresa de construcción en Schildow. Después de la educación básica, Lambert se convirtió en aprendiz, primero de cerrajero y luego de albañil. Después de aprobar su examen de aprendiz,  a mediados de los años 20, asistió a una escuela de construcción en Berlín, donde más tarde aprobaría el examen de maestro albañil, una especie de aparejador moderno. Siempre estuvo relacionado con la construcción. Al principio como albañil,  después como capataz en varias empresas constructoras y por último como maestro albañil en Berlín. 
Lambert se unió al Partido Nazi en marzo de 1933, después de que Hitler asumiera el poder nacional. Primero trabajó dentro del Partido como Blockleiter en Schildow aunque todavía no era miembro de ninguna de las organizaciones paramilitares del partido.
A fines de 1939, el programa Aktion T4 intentó reclutarlo, ya que había sido recomendado por la oficina local del Frente Alemán del Trabajo. Aceptó la oferta en enero de 1940. Lambert fue contratado para servir como capataz de construcción que supervisaba a los demás trabajadores, como "jefe de construcción itinerante de Aktion T4". 

### Construcción de cámaras de gas.

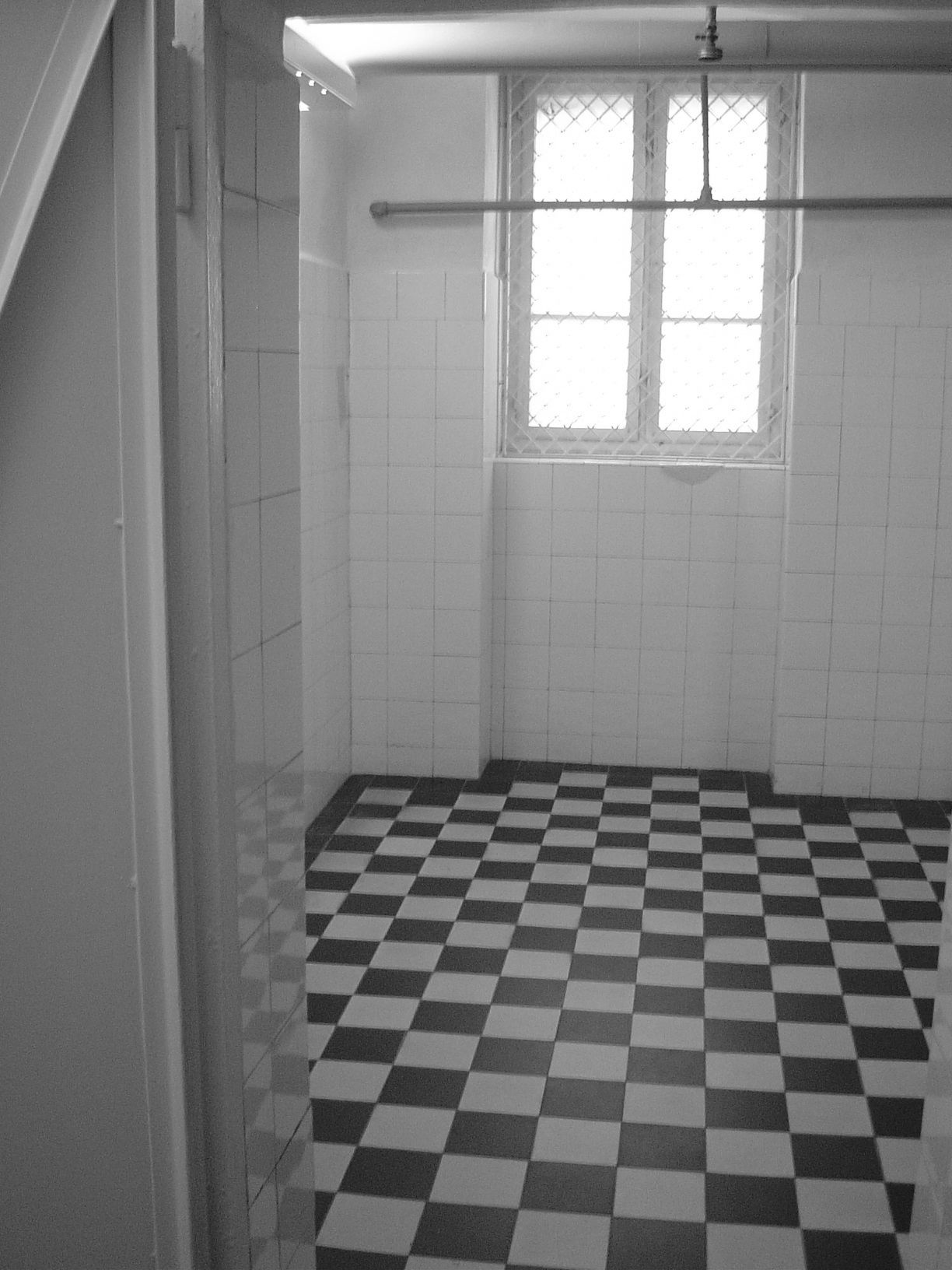
Cámara de gas en Bernburg, diseñada por Erwin Lambert

La tarea principal de Lambert era dirigir los trabajos de construcción, en los centros de exterminio T4. En particular, la construcción de cámaras de gas y crematorios . En su testimonio, Lambert afirmó que simplemente erigió separadores de ambientes y puertas, pero su declaración fue desacreditada en gran medida. Trabajó en Hartheim, Sonnenstein, Bernburg y Hadamar como "experto en la construcción de cámaras de gas" del programa. 
Después de la terminación de T4, Lambert fue destinado a la Operación Reinhard en la reserva de Lublin para construir las cámaras de gas en los campos de exterminio de Sobibór y Treblinka . En Lublin, Lambert se unió a las SS . Durante este tiempo, su trabajo fue interrumpido a menudo, por otros trabajos de construcción en Alemania y Austria relacionados con la Aktion 14f13, aún en curso. Lambert construyó las instalaciones de gas en Sobibor y Treblinka: "Usando sus conocimientos, como experto, sobre instalaciones de cámaras de gas". 
Durante su testimonio en el juicio de Sobibór en Hagen, Alemania, (cuyo acusado principal fue Kurt Bolender), que duró desde el 6 de septiembre de 1965 hasta el 20 de diciembre de 1966, Lambert declaró:

Estuve en el campo de exterminio de judíos durante unas dos o tres semanas. Fue durante el otoño de 1942, pero no recuerdo exactamente cuándo. En ese momento, el comandante Christian Wirth me asignó la ampliación de la estructura de gasificación según el modelo de Treblinka.
Fui a Sobibor, junto con Lorenz Hackenholt, que en ese momento estaba en Treblinka. Allí informamos el comandante del campo, Reichleitner, nos dió las directivas exactas para la construcción de las instalaciones de gasificación. El campamento ya estaba en funcionamiento y había una instalación de gaseado que no era lo suficientemente grande y era necesaria una reconstrucción.
Hoy no puedo decir, exactamente, quienes participaron en los trabajos de reconstrucción. Sin embargo, recuerdo que los prisioneros judíos y los llamados Askaries (auxiliares ucranianos) participaron en el trabajo.

Durante la reconstrucción del edificio, no llegaron judios.

Además, Lambert dirigió la construcción de varios campos de trabajos forzados cercanos, como Dohorucza y el campo de concentración de Poniatowa . Lambert intentó seguir siendo un experto no involucrado dedicado únicamente a su trabajo y no interesado en las condiciones que lo rodeaban. Según un sobreviviente, Jankiel Wiernik, Lambert evitaba mirar los cadáveres y trataba a sus trabajadores judíos de manera profesional.

Unterscharführer Herman  [sic] era humano y simpático. Él nos entendió y fue considerado con nosotros. Cuando entró por primera vez en el Campo II y vio las pilas [de cuerpos] que habían sido asfixiados por el gas, quedó atónito. Se puso pálido y una mirada asustada de sufrimiento cayó sobre su rostro. Rápidamente me sacó del lugar para no ver lo que pasaba. Con respecto a nosotros, los trabajadores, nos trató muy bien. Con frecuencia nos traía comida de la cocina alemana. En sus ojos se podía ver su bondad... pero temía a sus amigos. Todos sus actos y movimientos expresaron su alma gentil.

Al concluir la Operación Reinhard, Lambert fue enviado a Trieste, donde continuó instalando instalaciones de cremación en el campo de concentración Risiera di San Sabba.
Después de la guerra, Lambert fue arrestado el 28 de marzo de 1962. En el Primer Juicio de Treblinka en 1965, Lambert fue juzgado por primera vez y sentenciado a cuatro años de prisión por ayudar e incitar al asesinato de al menos 300 000 personas. Habiendo cumplido ya este tiempo, se le permitió vivir como un hombre libre. En el juicio de Sobibór en 1966, Lambert fue absuelto. En los juicios, Lambert negó su participación en la operación de asesinato y afirmó que simplemente sospechaba que los edificios se utilizarían para matar. Lambert murió el 15 de octubre de 1976.